# Фершампенуазское сельское поселение
Фершампенуа́зское се́льское поселе́ние — муниципальное образование в Нагайбакском районе Челябинской области Российской Федерации.  В рамках административно-территориального устройства муниципальное образование  соответствует административно-территориальной единице Фершампенуазский сельсовет.
Административный центр — село Фершампенуаз.

## История
Статус и границы сельского поселения установлены Законом Челябинской области от 9 июля 2004 года № 245-ЗО «О статусе и границах Нагайбакского муниципального района, городского и сельских поселений в его составе».

## Население
| 2002  | 2010  | 2011  | 2012  | 2013  | 2014  | 2015  |
| ----- | ----- | ----- | ----- | ----- | ----- | ----- |
| 5698  | ↘5376 | ↘5357 | ↘5271 | ↘5156 | ↘5043 | ↘4978 |
| 2016  | 2017  | 2018  | 2019  | 2020  | 2021  | 2023  |
| ↘4947 | ↘4901 | ↘4851 | ↘4834 | ↗4835 | ↗4969 | ↘4950 |

## Состав сельского поселения
| № | Населённый пункт | Тип населённого пункта       | Население |
| - | ---------------- | ---------------------------- | --------- |
| 1 | Знаменка         | посёлок                      | ↘324      |
| 2 | Курганный        | посёлок                      | ↘302      |
| 3 | Рассвет          | посёлок                      | ↘159      |
| 4 | Слюда            | деревня                      | ↘223      |
| 5 | Фершампенуаз     | село, административный центр | ↘4048     |